# Tolya Glaukos
Tolya Glaukos (* 29. Juni 1971 in Erlangen) ist ein deutscher Schriftsteller und Künstler. Glaukos wurde unter dem Namen Lothar Glauch geboren, Tolya Glaukos ist ein Pseudonym.

## Werke
- Das heiße Blut der Chilischoten. SuKuLTuR, Berlin 2006 (Reihe „Schöner Lesen“, Nr. 49). ISBN 3-937737-56-1.
- Die Junggesellenmaschine. Palimpsest-Verlag, Nürnberg 2003. ISBN 3-936140-06-5.